# كيربي مورو
كيربي مورو (بالإنجليزية: Kirby Morrow)‏، اسمه الكامل كيربي روبرت مورو (بالإنجليزية: Kirby Robert Morrow)‏ هو ممثل كندي ولد في 28 أغسطس 1973 في جاسبر، ألبرتا.

## أدواره في الأنمي

### مسلسلات أنمي تلفزيونية
- التقرير المتنقل الجديد جاندام وينج - تروا بارتون
- إينوياشا - ميروكو
- البدلة المتنقلة جاندام سيد ديستني - راي زا بارِل
- إسكافلوني السماء - فان فانيل
- ديث نوت - تيرو ميكامي
- ريفايوس اللامتناهية - يوكي أيبا
- ترانسفورمرز إينرجون - راد
- المتحولون سايبرترون - هوتشوت
- البدلة المتنقلة جاندام 00 - بيلي كاتاجيري
- .hack//Roots - غورد
- رانما ½ - توفو أونو

### أوفا أنمي
- التقرير المتنقل الجديد جاندام وينج: إندليس والتز - تروا بارتون

## أدواره في الرسوم المتحركة
- فريق المجرة - جوش

## وصلات خارجية
- كيربي مورو على موقع IMDb (الإنجليزية)
- كيربي مورو على موقع قاعدة بيانات الفيلم (الإنجليزية)
- كيربي مورو على موقع ANN person (الإنجليزية)